# Sonate pour piano no 6 de Prokofiev
Pour les articles homonymes, voir Sonate pour piano (homonymie).

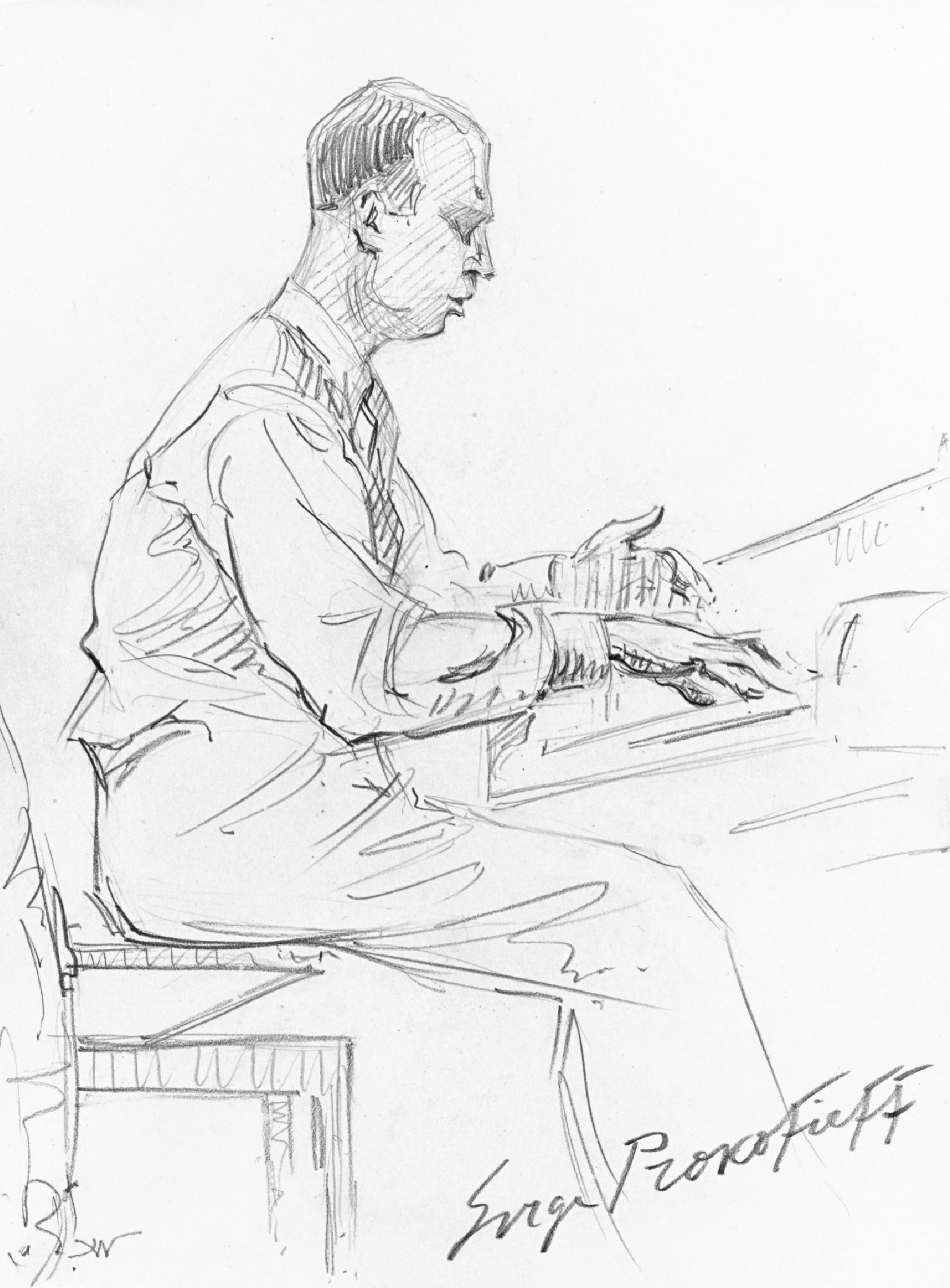
Hilda Wiener (1877—1940). «Sergei Prokofiev», 1936

La Sonate pour piano no 6 en la, op. 82 est la sixième des neuf sonates pour piano écrites par Sergueï Prokofiev (la dixième étant inachevée).
Elle a été composée en 1939-1940 en même temps que sa septième et sa huitième sonate, dites « Sonates de Guerre », qui sont reconnues comme étant les plus importantes de Prokofiev, composées à la période de plus grande maturité stylistique du compositeur. Elle est contemporaine des ballets Roméo et Juliette et Cendrillon qui possèdent certains traits de style communs avec cette sonate. Elle frappe par la fusion novatrice entre des impulsions violentes et la discipline classique de la forme sonate à laquelle Prokofiev se contraint.
La création radiophonique a eu lieu en avril 1940 à la radio de Moscou sous les doigts du musicien. La première en concert a été donnée le 26 novembre 1940 à Moscou par le pianiste Sviatoslav Richter.
Elle est composée de quatre mouvements et son exécution demande un peu moins d'une demi-heure. Son thème de base consiste en un motif descendant en tierces :
que l'on retrouve dans l'introduction et dans chaque partie comme un leitmotiv martelé.

## Historique

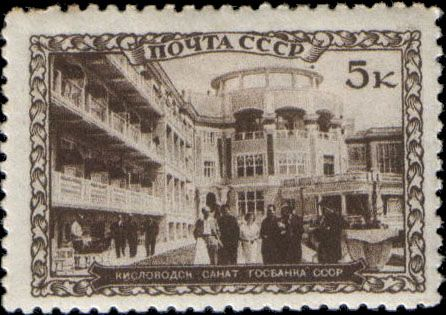
Station thermale de Kislovodsk en 1939, où ont été commencées les trois « sonates de guerre ».

En 1939, Prokofiev commence la composition de trois sonates pour piano, septième, la huitième sonate et la sixième. Il est alors isolé à la station thermale de Kislovodsk où il a rejoint sa future femme Mira Mendelssohn. Il est au courant des graves ennuis de son ami Vsevolod Meyerhold avec le pouvoir soviétique et s'inquiète d'être associé à lui. Il compose alors quelques œuvres en faveur du pouvoir dont la fameuse Ode à Staline. Peut-être pour compenser la forme obligée de ces œuvres formelles, et donner libre cours à sa pensée musicale et à ses inquiétudes du moment, il commence alors ces trois sonates pour piano.
Les trois sonates représentent dix mouvements, qu'il aborde ensemble à l'automne 1939. Toutefois, il ne les termine pas en même temps et se concentre plus particulièrement sur la sixième sonate, qu'il termine en premier début 1940, avant que la Seconde Guerre mondiale ne concerne l'URSS. Malgré cela, les trois sonates, et particulièrement la sixième, reflètent la tension et l'inquiétude qui régnaient en URSS à cette époque. Il déclare à Mira que les deux premières sonates seront « Agitées et tempétueuses » et la troisième « Tendre et rêveuse ». Prokofiev semble avoir pris une partie de son inspiration chez Beethoven, dont il venait de lire Les grandes époques créatrices de Romain Rolland, et plus spécifiquement dans la description que Rolland fait de la sonate « Appassionata » : « l'union d'une passion débridée et d'une logique rigoureuse ». La sixième sonate fusionne également des impulsions violentes et une structure rationnelle et classique.
Prokofiev inaugure l'œuvre lui-même le 8 avril 1940 lors d'une radiodiffusion de la radio de Moscou ; ce sera la dernière fois qu'il assurera lui-même la création d'une de ses œuvres. Sviatoslav Richter joue la sonate pour la première fois en concert en novembre 1940, et ne cessera de l'inscrire régulièrement à ses programmes, ayant été particulièrement frappé par la qualité de l'œuvre.

« La clarté inhabituelle du style et la perfection structurelle de cette musique m'avait stupéfait. Je n'avais jamais rien entendu de tel. Le compositeur y brisait les idéaux du romantisme avec une audace sauvage et incorporait dans sa musique la pulsation terrifiante du XXe siècle. Classiquement construite et équilibrée, en dépit de toutes ses aspérités, la sixième sonate de Prokofiev est un monument. »

— Sviatoslav Richter, Bruno Monsaingeon, Richter : écrits, conversations, 1998.

## L’œuvre
La sonate est divisée en quatre mouvements
- Allegro moderato
- Allegretto
- Tempo di valzer lentissimo
- Vivace

L'aspect dramatique de la sonate est cantonné aux premier et dernier mouvements. Le second mouvement est un scherzo au ton léger et le troisième une valse qui contrebalancent la férocité des autres mouvements, tout en y restant connectés stylistiquement.

### Allegro moderato
Le premier mouvement est structuré en forme sonate à deux thèmes classique, même si le langage musical est particulièrement innovant.

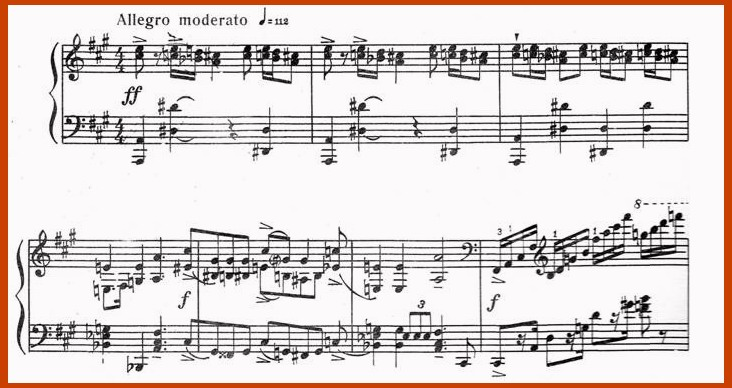
L'ouverture de la sonate. Exposition.

La sonate s'ouvre de manière presque « effrayante » par les trois notes du thème martelé sans repos par la main droite fortissimo, tandis que la main gauche combat et annihile la tonalité de la majeur du thème par l'intervalle le plus dissonant de la musique, le Diabolus In Musica, le triton.
Mesure 24, un thème de transition très chromatique (qui jouera un rôle majeur dans le développement) adoucit un peu le climat qui reste toujours tendu et anxieux.

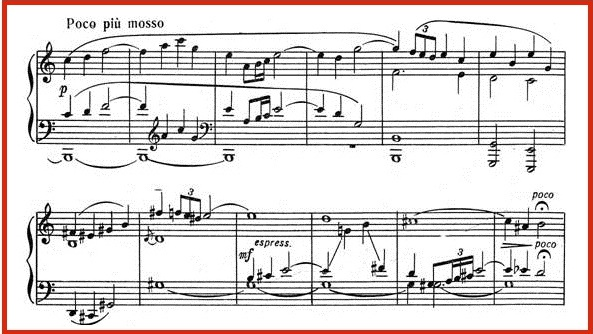
Second thème, mesure 40.

Le second thème de l'exposition apparaît mesure 40 et apporte un réel apaisement après le déferlement d'énergie de l'ouverture. C'est une longue ligne mélodique qui évoque des chants russes. On trouve des lignes mélodiques similaires dans les ballets Roméo et Juliette et Cendrillon, composés à la même époque, qui sont associées aux figures féminines de Juliette ou Cendrillon.
L'exposition se conclut par un motif de quatre notes descendantes, introduites mesure 70, réminiscentes des trois notes descendantes du thème principal. Le motif est décliné obstinément, allié à des accords prolongés à la main gauche rappelant des cloches lugubres, donnant à l'ensemble un sentiment de tragédie.

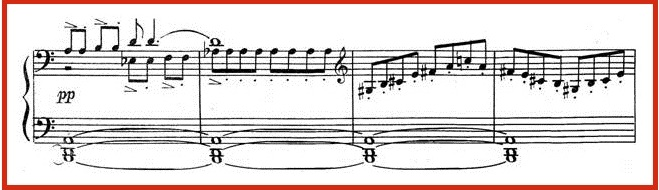
Développement, mesure 92.

La mélodie du second thème de l'exposition, et surtout ses trois, puis ses huit premières notes, joue un rôle majeur dans le développement, qui commence mesure 92. Les trois premières notes de la mélodie essayent d'abord de se développer sans y parvenir, irrésistiblement attirées et prises par la pulsation rythmique qui règne dans ce passage, et y parviennent enfin mesure 112. Les trois notes descendantes rapides du thème de base interviennent ensuite et se mélangent au développement à partir de la mesure 129, et viennent concurrencer et s'opposer aux trois notes montantes du thème mélodique.
Les deux thèmes se mélangent et se combattent de manière de plus en plus paroxystique, ponctuée de clusters sporadiques et violents, dont le premier apparaît mesure 142. Prokofiev a indiqué qu'ils devaient être joués col pugno (avec le poing), et a repris sévèrement un de ses élèves qui les jouait avec les doigts en affirmant que cela devait « effrayer les grand-mères », à la fois par l'effet sonore et visuel de la brutalité du pianiste.

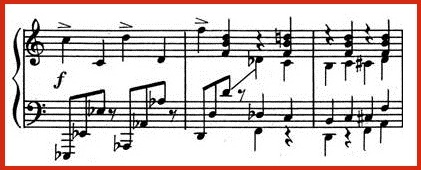
Deuxième partie du développement, mesure 157.

Une autre phase du développement commence mesure 157. La pulsation en croches cesse soudain et un nouveau rythme en noires se développe, qui mélange le thème de transition chromatique de la mesure 24 avec le deuxième thème mélodique, disloqué. Puis, mesure 176, Prokofiev joue, dans l'extrême aigu du piano, à opposer trois thèmes qui se collisionnent comme en générant un crépitement d'étincelles.
Puis la musique s'apaise progressivement à partir de la mesure 188, toujours sur le thème chromatique de la mesure 24, pour conclure le développement, comme la poussière qui retombe après un combat. Le triplet de notes du thème principal surgit de temps en temps, de manière menaçante, comme pour rappeler qu'il n'est pas encore vaincu.
La réexposition commence mesure 218 avec le premier thème. Prokofiev réexpose mesure 229 le thème musical de la mesure 12, en augmentation et transposé dans l'aigu, qui n'avait pas été réutilisé depuis, transformant son caractère autoritaire en discours dépassionné et résigné. Le deuxième thème est réexposé mesure 242 , mais en augmentation, ayant perdu tout son caractère lyrique initial, comme s'il avait hérité du caractère tragique du premier thème dans la bataille. Le mouvement se termine comme dans des volées de cloches, avec quatre notes jouées fortissimo dans l'aigu, surgissant de temps à autre comme des cris de douleur.

### Allegretto

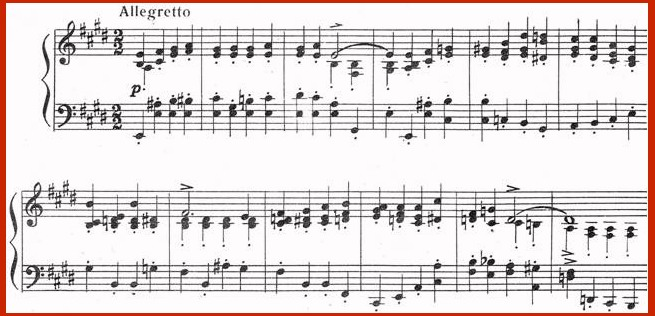
Début du deuxième mouvement.

Le second mouvement est un scherzo au caractère ironique et moqueur. Parmi les œuvres tardives de Prokofiev, c'est un des rares exemples de musique expressément ironique, sans doute car ce n'était pas une forme d'expression très appréciée par la Russie stalinienne. Il est divisé en trois parties, la dernière réexposant le premier thème.

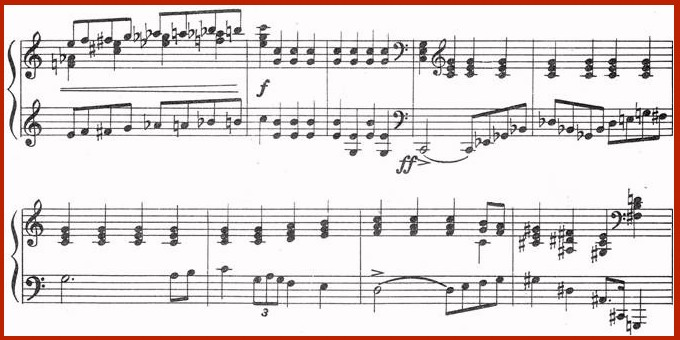
Mesure 30. Nouveau thème à la basse.

Le premier thème prend une forme mécanique, chère à Prokofiev, en noires piquées. Le contexte tonal est stable, mais un accompagnement légèrement dissonant génère une atmosphère à la fois de résolution et d'instabilité. Mesure 21, la mécanique est interrompue par une phrase expressive, un peu moqueuse, dans l'aigu, contrastant avec ce qui précède. Mesure 30, un nouveau thème apparaît à la basse, une phrase développée fortissimo dans une sorte d'assurance impolie et un peu vulgaire. Cette phrase réapparaît à plusieurs reprises et amène une nouvelle idée musicale mesure 63 où un thème chromatique rappelle le thème principal de trois notes descendantes de la sonate. Le premier thème réapparaît ensuite mesure 79, maintenant déstabilisée par un contrepoint moqueur à la main gauche, au point de dégringoler petit à petit dans les tonalités, de ralentir et s'arrêter tel un moteur en panne de carburant.

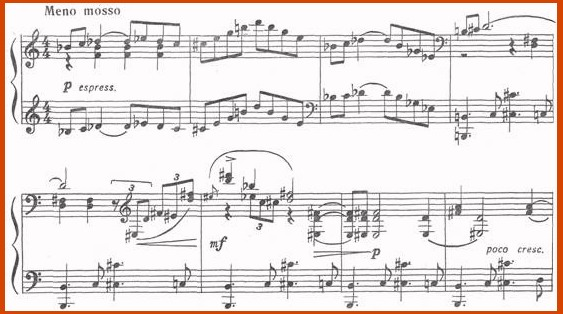
Mesure 93. Deuxième partie.

La deuxième partie du mouvement commence mesure 93, dans un caractère chaleureux et passionné, tonalement instable, complètement différent de la première partie. Il est frappant de constater que ce thème noble et lyrique, joué à l'unisson par les deux mains, est très voisin du thème crâne et assuré de la mesure 30, transfiguré par l'univers musical de cette partie, rappelant celui de Cendrillon. Le thème devient de plus en plus passionné et lyrique à mesure qu'il traverse les tonalités. La partie se termine par quatre mesures de notes répétées, préparant la réexposition du thème mécanique.

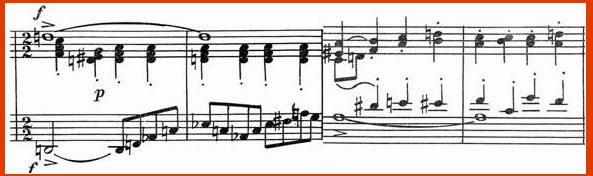
Mesure 141. Thème impoli tentant de s'imposer.

La troisième partie commence mesure 131 avec la reprise du premier thème. Le thème « impoli » tente à deux reprises de s'imposer, de plus en plus faiblement, sans pouvoir dépasser la deuxième mesure. Le premier thème se développe ensuite avec légèreté et grâce. Le mouvement, dans une brève coda, s'achève avec une sorte de sourire émerveillé.

### Tempo di valzer lentissimo

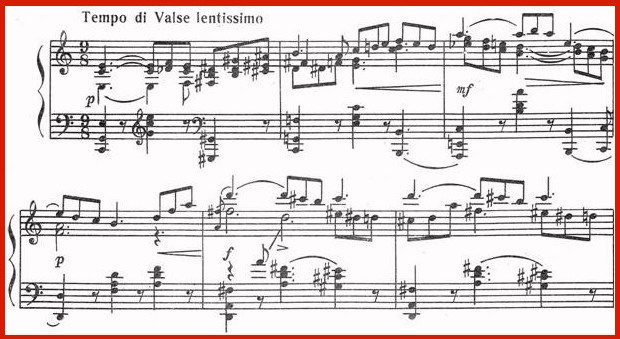
Début du troisième mouvement.

Le troisième mouvement de la sonate est une valse lente en do majeur, dont l'écriture luxuriante et orchestrale rappelle une nouvelle fois les valses du ballet Cendrillon. Le climat du mouvement est chaud et romantique, mais dès la première mesure et tout au long du mouvement, on retrouve les 3 notes descendantes du leitmotiv de la sonate, qui introduit des réminiscences inquiétantes. La structure générale du mouvement est en trois sections A.B.A.
Dans la première section, la mélodie du début est ré-exposée plusieurs fois, dans différentes tonalités, dans une atmosphère de liberté improvisatrice. La dernière exposition, mesure 38 est pianissimo, s'interrompant et redémarrant comme si elle tombait peu à peu en sommeil.

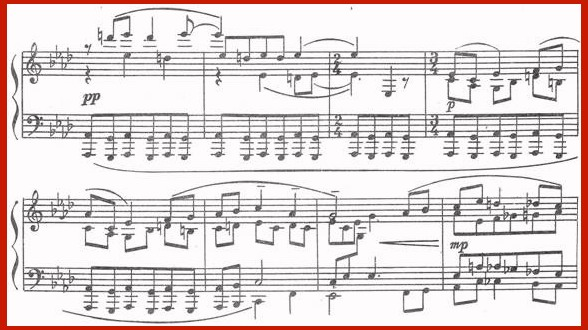
Seconde section mesure 42.

La seconde section commence mesure 42 avec un motif répétitif et hypnotique à la basse qui n'est pas sans rappeler le délire du Prince Bolkonsky dans l'opéra Guerre et Paix de Prokofiev (qui a été composé dans les trois années suivant la sixième sonate). Une mélodie émerge peu à peu dans l'aigu qui est ensuite reprise dans différents registres, à la manière d'un thème développé par différents pupitres d'un orchestre. Mesure 71, l'ambiance change subitement, devenant agitée et confuse. Le thème mélodique de cette section réapparaît mais dans un registre aigu et perçant. Il apparaît une dernière fois mesure 83 déformé d'une manière dissonante et dérangeante. La section se termine par une exposition subite et passionnée, mesure 88, de la mélodie de la première section, modulant progressivement vers la tonalité originale de do majeur pour une véritable réexposition dans la troisième section.
La troisième section, mesure 97 est une reprise de la première (structure A.B.A). Une fois encore, Prokofiev compose de manière très orchestrale en juxtaposant la mélodie dans différents registres comme dans différents pupitres d'un orchestre. Par exemple, mesure 101, l'écriture suggère des violons forte à la main droite accompagnés par des cordes et des cuivres à la main gauche. Comme dans la première section, la mélodie finit par succomber au sommeil tandis que le thème inquiétant et répétitif de l'entrée de la seconde section prend de nouveau place juste avant la fin de la section, non conclusive, comme des points de suspension.

### Vivace

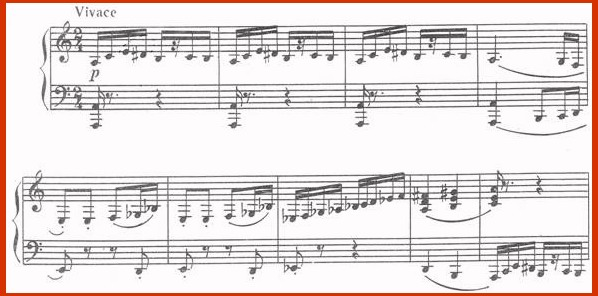
Début du vivace, refrain du rondo.

Ce dernier mouvement est structuré en trois sections principales : une exposition en forme de rondo, une partie centrale andante et méditative, reprenant les thèmes et le style du premier mouvement de la sonate, et une réexposition mêlant les thèmes des deux premières sections du mouvement.
Le vivace commence par un thème énergique, typique de la musique de Prokofiev, dans le style d'une toccata, qui anticipe le thème de l' allegro marcato de la Symphonie nº 5 de Prokofiev. Ce thème sera repris, sous différentes tonalités et manières, à la manière du refrain d'un rondo.

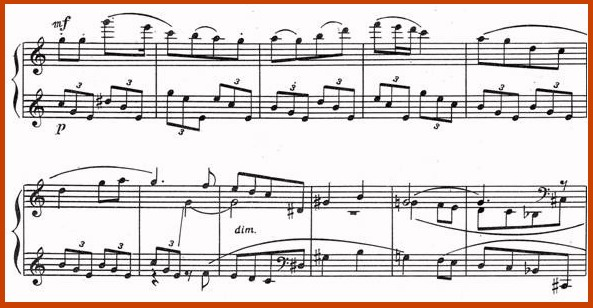
Deuxième thème mesure 29.

Un deuxième thème, d'un caractère lyrique et naïf, faisant penser aux thèmes décrivant Cendrillon ou Juliette, apparaît mesure 29. Structuré globalement en ABA, il est interrompu mesure 45 par une petite section intermédiaire, de caractère ironique et sarcastique, contrastant avec le lyrisme du début.

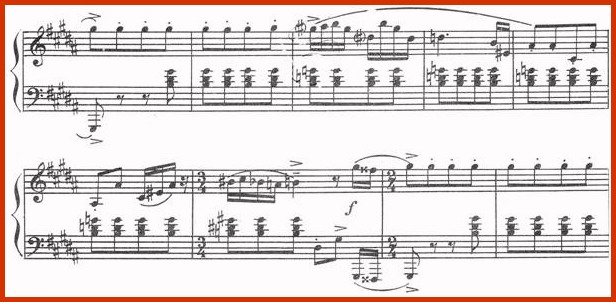
Thème terminant la première section, mesure 127.

La musique du refrain réapparaît mesure 85, dans une autre tonalité, suivi d'un nouveau thème mesure 100. La section semble vouloir se terminer avec une dernière exposition du refrain, mais un nouveau thème important relance brusquement la section mesure 127. Son caractère frappant, assuré et audacieux rappelle un des thèmes de la « Bataille sur la glace » de Alexandre Nevski. Les notes répétées, staccato, de ce thème se mélangent une dernière fois au refrain, qui semble comme se dérégler et  s'effondrer sur lui-même à la fin de la section sous le coup de ces notes répétées.
La deuxième section, andante est fondée sur deux thèmes du premier mouvement. On retrouve les trois notes descendantes qui sont le thème de la sonate, qui ouvrent la deuxième section, mais avec ici un caractère plutôt de questionnement et de mystère, plutôt que l’agressivité de la première section, auquel répond une phrase méditative, au caractère de récitatif. Le thème de transition chromatique de la mesure 24 du premier mouvement réapparaît mesure 204, répété trois fois, d'abord hésitant puis d'un caractère de plus en plus affirmé, avec deux lignes mélodiques croisées qui finissent par se retrouver aux deux extrémités du clavier, rappelant la quatrième variation de l'opus 111 de Beethoven. Le motif de trois notes, répété, de plus un plus interrogatif et désespéré, conclut la seconde section.
Le refrain se réveille progressivement en début de la troisième section, d'abord hésitant, puis gonflant en un torrent de notes inarrêtable. Le thème audacieux de la mesure 127 de la première section tente de s'imposer dans ce torrent, sans y parvenir d'abord, puis y parvient mesure 290, marquant le début de la récapitulation de la sonate. Le thème de la mesure 100 de la première section suit, se calmant progressivement pour introduire le thème lyrique de la mesure 29 de la première section, présenté avec un tempo plus lent et en augmentation, lui donnant un caractère rêveur.
La dernière section se conclut par une dernière exposition du refrain, et la bataille finale entre les différents thèmes : le refrain, les trois notes descendantes, les notes répétées, de plus en plus frénétique, explosant sur un accord final faisant résonner toutes les cordes du piano.